# EnergieSüdwest-Aussichtsturm
Der EnergieSüdwest-Aussichtsturm ist ein Bauwerk in Landau in der Pfalz.

## Lage
Der Turm befindet sich am südlichen Rand der Landauer Kernstadt. Unmittelbar nördlich verläuft der Birnbach. Etwas weiter nordöstlich befindet sich das Geothermiekraftwerk Landau. Etwas weiter nördlich verläuft außerdem die Bahnstrecke Landau–Rohrbach; unmittelbar nördlich von dieser schließt sich der Wohnpark Ebenberg an, der auf dem früheren, von den Französischen Streitkräften genutzten Kasernengelände „Caserne Estienne et Foch“ entstand. Unmittelbar südlich schließt sich das Naturschutzgebiet Ebenberg an.

## Beschaffenheit
Beim Turm  handelt es sich um eine Stahlkonstruktion, die mit Holzlamellen verkleidet ist. Er umfasst sieben Ebenen und orientiert sich dabei an den sieben Bruchstrukturen bei der Entstehung des Oberrheingrabens. Er ist vertikal gebaut, wirkt jedoch durch seine unkonventionelle Form optisch schief.

## Geschichte
Anlass für die Errichtung des Turmes war die Landesgartenschau Landau in der Pfalz 2015, die auf besagtem früherem Kasernengelände stattfand. Benannt wurde er nach dem Energieversorgungsunternehmen EnergieSüdwest, das das nahe Geothermiekrtaftwerk betreibt. Sein Rohbau war bereits im Januar 2014 hergestellt worden. Ein Jahr später war der Bau abgeschlossen. Während der Landesgartenschau war er mit einem Fahrstuhl ausgestattet, um Barrierefreiheit zu gewährleisten.
Mittlerweile dient der Turm als Ausgangspunkt für den Ebenberg parkrun, der jede Woche am Samstag vormittags stattfindet.